# Ipertelorismo
Per ipertelorismo in campo medico, si intende una distanza fra due parti simmetriche del corpo (tessuti od organi) maggiore del normale; le parti del corpo più colpite sono occhi e mammelle. Spesso l'ipertelorismo oculare (interpupillare) viene chiamato genericamente "ipertelorismo", per sineddoche.

## Manifestazioni
- ipertelorismo interpupillare, per cui gli occhi appaiono molto distanziati. Si manifesta in soggetti con anomalie cromosomiche, difetto tipico di tante sindromi. Le più comuni deformazioni associate riguardano quelle cranio-facciali.[1]
- ipertelorismo mammellare, di carattere più raro, in alcune sindromi si mostra una distanza anomala fra le due mammelle.

## Sindromi correlate
L'ipertelorismo è parte integrante del quadro semeiologico di alcune sindromi:
- Disostosi cleidocranica
- Sindrome di Apert
- Sindrome di Beckwith-Wiedemann
- Sindrome di Crouzon
- Sindrome di DiGeorge
- Sindrome del grido di gatto
- Sindrome LEOPARD
- Sindrome di Noonan
- Sindrome di Taybi
- Sindrome di Turner
- Sindrome di Mowat-Wilson
- Sindrome di Opitz B/GGG
- Sindrome di Wolf-Hirschhorn (delezione del 4p)
- Sindrome di Patau
- Sindrome di Weaver

## Terapia
La ricostruzione cranico-facciale e la chirurgia senologica, ovvero un intervento chirurgico ricostruttivo, è attualmente l'unico sistema che può correggere l'anomalia.